# تپه بالای پلنگ گرد
تپه بالای پلنگ گرد مربوط به اوایل دوران‌های تاریخی پس از اسلام است و در شهرستان اسلام‌آباد غرب، بخش حمیل، دهستان حمیل، روستای پلنگ گرد واقع شده و این اثر در تاریخ ۶ اسفند ۱۳۸۵ با شمارهٔ ثبت ۱۷۵۵۷ به‌عنوان یکی از آثار ملی ایران به ثبت رسیده است.